# Trait souscrit
Le trait souscrit, ‹  ̲ ›, aussi appelé soulignement ou tiret bas, est un diacritique de l’alphabet latin. Il se présente comme une courte ligne horizontale au-dessous d’une lettre et comme une ligne continue quand il est sous plusieurs lettres consécutives contrairement au macron souscrit. Il modifie la valeur du son représenté par la lettre. Il n’est pas à confondre avec le double macron souscrit auquel il ressemble lorsqu’il est comme un trait continu sous deux lettres.
Il est parfois approximativement produit en soulignant la lettre par formatage de texte, mais avec des inconvénients comme la perte d’informations lorsque le formatage est perdu.

## Utilisation

### Orthographe des langues du Gabon
L'Orthographe des langues du Gabon de 1999 définit cinq lettres soulignées avec un trait souscrit : les voyelles e̱, o̱, u̲ et les consonnes ṉ et d̲. Celles-ci remplacent les lettres ɛ, ɔ, ṳ et ŋ de l'Alphabet scientifique des langues du Gabon de 1989, pouvant être produite plus facilement en soulignant simplement les lettres : e, o, n. Cependant Unicode permet d’avoir des chaines de caractères propres à ces lettres, sans risque de perte d'information en texte brut.

### Rapidolangue
Aussi au Gabon, l’orthographe Rapidolangue utilise les lettres soulignées avec un trait souscrit : ‹ e̲ ›, ‹ o̲ ›, et ‹ u̲ ›.

### Shoshone
Le shoshone utilise les lettres soulignées avec un trait souscrit : ‹ a̲i̲ › représentant le son /e/ et ‹ a̲a̲i̲i̲ › pour /eː/ par opposition à la diphtongue ‹ ai › pour /ai/.

### Transcription du dakelh
Le dakelh (porteur du centre) utilise les lettres soulignées avec un trait souscrit : ‹ s̲ ›, ‹ d̲z̲ ›, ‹ t̲s̲ ›, ‹ t̲s̲’ ›.

### Oneida
En oneida, le trait sousrit est utilisé pour indiquer la syllabe avec l’accent tonique.

## Codage
Le trait souscrit est codé dans le codage Unicode à l’aide du caractère (U+0332, ̲) combinable avec une lettre il a la particularité de se connecter au trait souscrit de la lettre suivante ou précédent, par exemple : « e̲ » seul et « o̲o̲ » connecté.